# Mauritz Andersson
Mauritz Andersson (n. 22 septembrie 1886, Göteborg, Suedia – d. 1 noiembrie 1971, Göteborg, Suedia) a fost un luptător ce a reprezentat Suedia, medaliat olimpic. A participat la două ediții ale Jocurilor Olimpice (1908, 1912) în care a câștigat o medalie de argint.